# I due legionari
I due legionari, noto anche come Allegri legionari (Beau Hunks) è un mediometraggio del 1931 con Stanlio e Ollio.

## Trama
Ollio sta per sposarsi con una donna di nome Jeanie-Weannie, ma lei lo lascia improvvisamente inviandogli una lettera d'addio. Allora Ollio allora decide di arruolarsi, insieme a Stanlio, nella legione straniera, per dimenticarla. Ma la coppia si accorge pian piano che tutti gli arruolati sono lì per dimenticare la stessa donna, perfino il Capitano.
I due delusi dalla vita militare allora decidono di andare via, ma non glielo permettono.
Un giorno tutti i legionari sono mandati a fare una missione nel deserto per difendere un fortino alleato assediato dai ribelli beduini Riffi-Raffi, capeggiati dal beduino Abul Kasim K'Orne, ma i due si perdono in una tempesta di sabbia, e ritornano a notte fonda quando ormai il forte sta per essere aggredito dai beduini ribelli. Ma i legionari riescono comunque a prevalere, grazie ad una trovata della coppia: un barile pieno di chiodi. Scopriranno che anche il capo dei ribelli ha una foto della stessa donna che tutti vogliono dimenticare.

## Produzione
I due legionari viene considerato da molti come il secondo lungometraggio della coppia, sebbene sia in realtà un mediometraggio: il film infatti dura 4 rulli cioè 35 minuti circa. La seconda versione italiana, con il doppiaggio di Mauro Zambuto e Alberto Sordi, è stata accorciata a 21 minuti; in particolare non comprende i primi 6 minuti perché fu usata come prologo di Muraglie. Mancano inoltre altre scene:
- Il continuo scambio di cappelli di Laurel & Hardy durante la visita al comandante ;
- Un breve pezzo dal viaggio dei legionari attraverso la tempesta di sabbia;
- Il discorso tra il capo dei ribelli e quello del fortino nemico di notte;
- Alcuni pasticci che combinano Stanlio e Ollio durante la ronda notturna sul muro del fortino.

La successiva edizione del 1969, doppiata per conto della Rai con le voci di Franco Latini e Carlo Croccolo, è invece integrale.
Durante il periodo della creazione di veri film di montaggio italiani includenti spezzoni e collegamenti di varie comiche di Stanlio e Ollio per formare dei veri e propri lungometraggi (anni quaranta - anni settanta) il mediometraggio I due legionari servì da spunto per la pellicola montata Gli allegri legionari del 1967, assieme ad altre tre comiche.
Nel 1939 fu realizzato una sorta di remake del film, sempre con Stanlio e Ollio, mantenendo l'idea base, I diavoli volanti, con Charles B. Middleton sempre nel ruolo del comandante.
Come si evince dal titolo originale, il film è una parodia de Gli eroi del deserto, in originale Beau Geste, uscito nel 1926, ma si sentono contaminazioni anche con Marocco del 1930, con Marlene Dietrich e Gary Cooper.

## Curiosità
- Nel Regno Unito il film è noto come Beau Chumps ("Somari gagliardi"), una paronomasia di Beauchamp.
- La donna ritratta nella foto, che tutti vogliono dimenticare, è Jean Harlow che lavorò con la coppia in tre film nel 1929: Libertà, Agli ordini di sua altezza e Squadra sequestri
- Il capo dei beduini è stato interpretato dal regista James W. Horne sotto lo pseudonimo di Abul Kasim K'Orne.
- Molti anni dopo Hal Roach disse che tra tutti i film che produsse della coppia, questo era il suo preferito.[senza fonte]
- Nell'edizione italiana del primo doppiaggio Sordi-Zambuto, a un certo punto del film Stanlio dice a Ollio "Jeanie è una vera bomba atomìca. Ha fatto esplodere il cuore di tutto il mondo". Ma essendo il film del 1931, la prima bomba atomica sarebbe esplosa soltanto 14 anni dopo: tale frase si spiega come una licenza anacronistica del doppiaggio realizzato nel 1947, a pochi anni dalla fine della seconda guerra mondiale.

- Nel doppiaggio Sordi-Zambuto, i primi minuti della comica sono stati "aggiunti come prologo" al film Muraglie, coi dialoghi cambiati per dare un nesso logico alla trama. Quando Jeanie lascia una lettera di addio a Oliver, spiega che lui è troppo povero per sposarla. Oliver allora decide di vendere la birra, nonostante il proibizionismo, per fare soldi. Da qui inizia il film vero e proprio di Muraglie.

- Il terzo doppiaggio di Croccolo-Latini per la RAI è integrale, ed estato usato per la versione colorata.

- Il soggetto del film verrà ripreso anni dopo per il film I diavoli volanti (1939), in cui il ruolo del Colonnello burbero della Legione è sempre interpretato da Middleton.